# Здание Петербургской академии наук
Здание Петербургской академии наук — памятник архитектуры. Расположен в Санкт-Петербурге, современный адрес дома — Университетская набережная, 5, Менделеевская линия, 1, Биржевой проезд, Таможенный переулок, 2.

## Предыстория

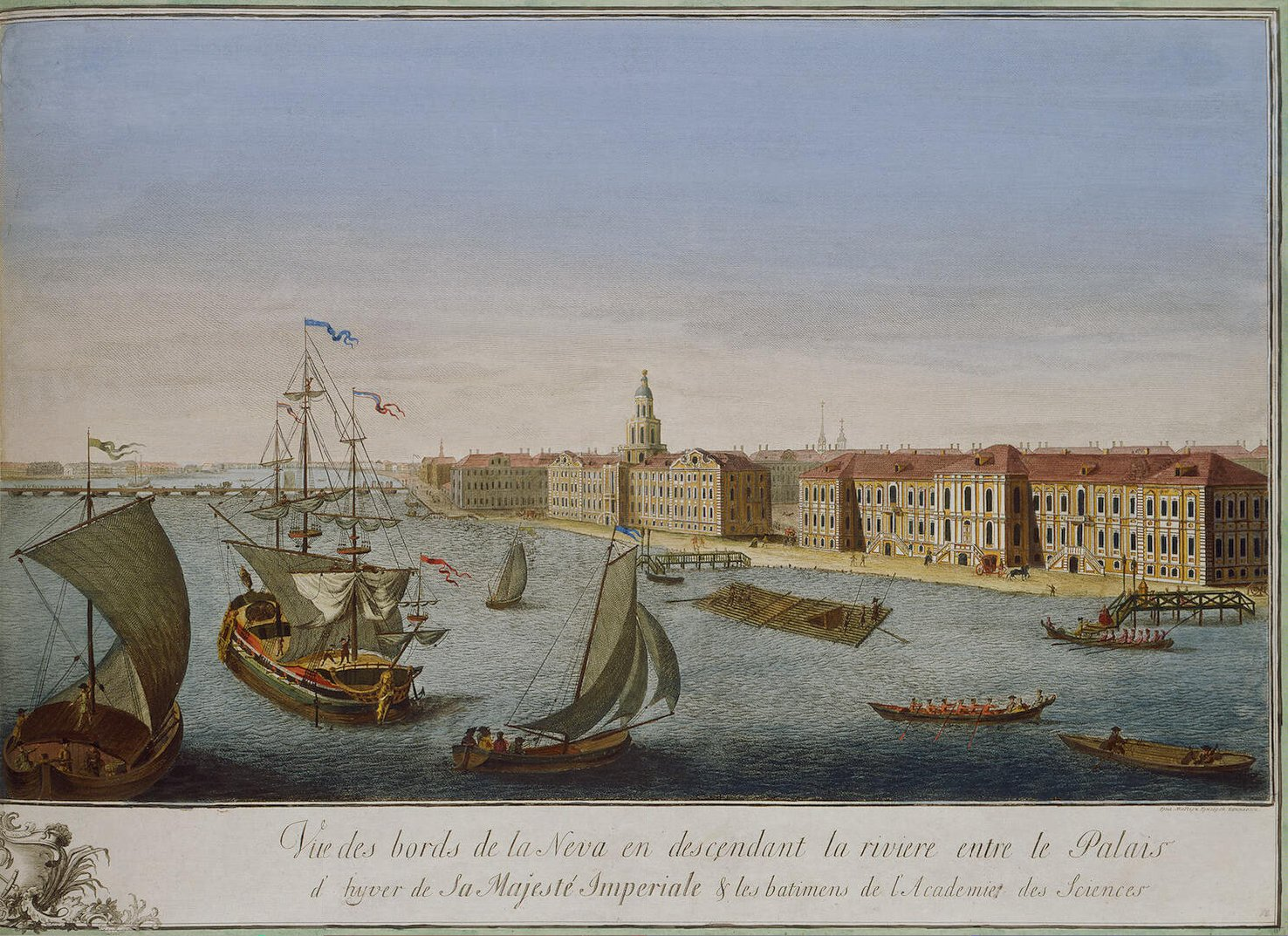
1753 год, Академия наук во дворце Прасковьи Фёдоровны

Академия наук была основана в 1725 году и изначально размещалась на Петроградской стороне (в Шафировском дворце и соседних домах, на время ремонта дворца Салтыковой), с 1725 года была переведена во дворец Прасковьи Фёдоровны (в 1820-е годы здание было снесено, на его месте построили Южный пакгауз Биржи, пообещав Академии создать новое здание для типографии, квартир чиновников, некоторых музейных коллекций и Готторпского глобуса; обещание было реализовано в 1826—1831 годах).

## История

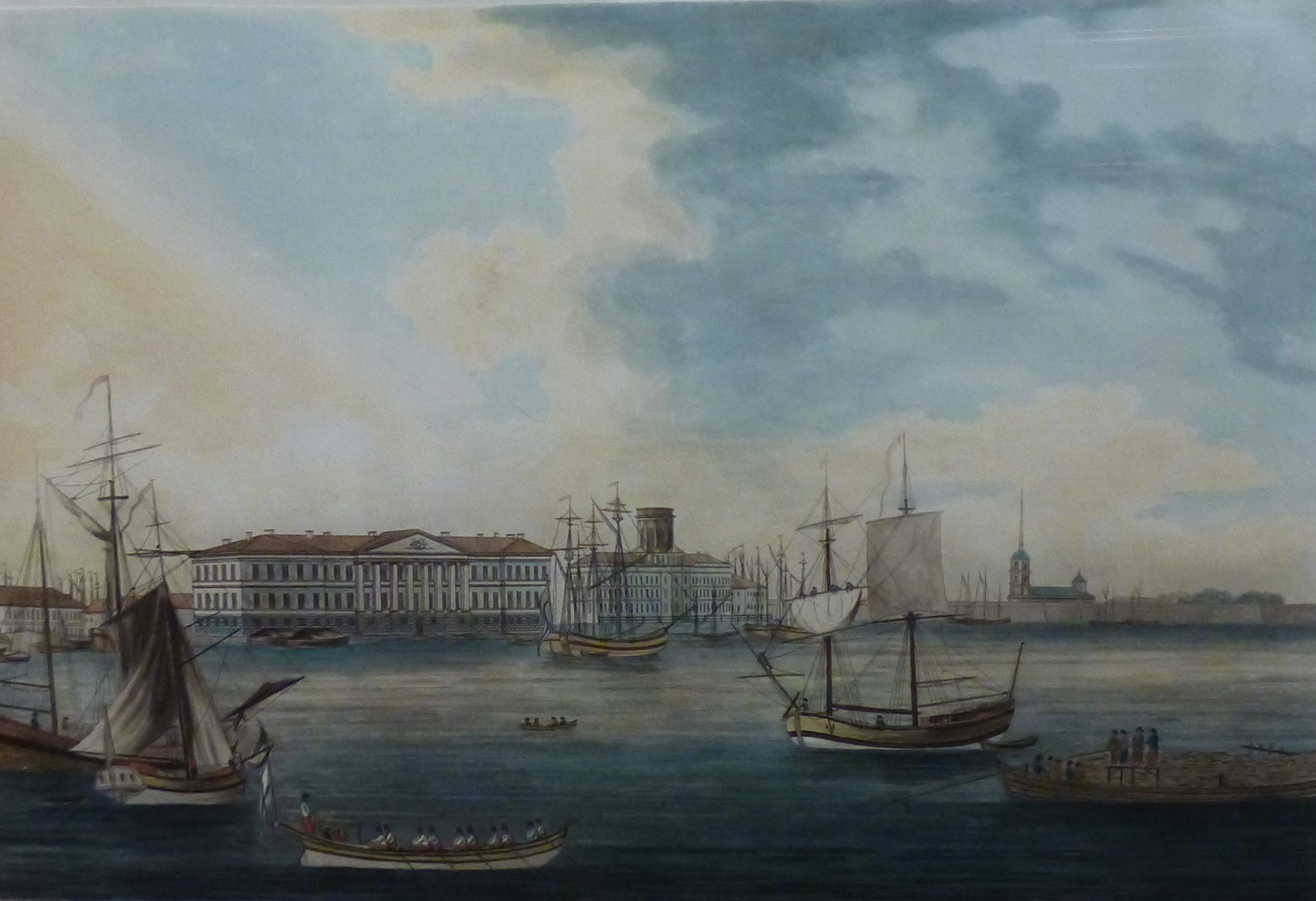
Современное здание, 1789 год

Постройка нового корпуса для «магазейнов» (складов), книжной лавки и жилья для служащих началась в 1783 году. Архитектор — Д. Кваренги. В отличие от соседних зданий Кунсткамеры и Двенадцати коллегий, оформленных в стиле барокко, здание оформлено в стиле классицизма. Оно трёхэтажное, прямоугольное в плане, длинной стороной вдоль Невы. Нижний этаж истолкован как цокольный, облицован гранитными плитами. В центре главного фасада — портик из восьми колонн ионического ордера. Стены фасада украшены только карнизами и подоконными тягами. Вертикальными членениями в центре и по бокам образованы ризалиты. В строительство вмешивалась Е. Р. Дашкова (в частности, недовольная малой нарядностью здания), Кваренги добился сохранения внешнего вида здания, но внутренняя планировка была всё же изменена (её доделывал Антонио де ла Порто), в частности, стала нехарактерно для архитектора асимметричной. Не были поставлены три статуи на фронтоне, как то было задумано Кваренги. Карниз над главным входом в 1794 году был «украшен Российским орлом, а по другой стороне, что к пакгаузу, есть надпись: Щедротою ЕКАТЕРИНЫ II. 1787».
Снаружи фасада — гранитные лестницы, которые ведут на площадку со входом в главный вестибюль. На момент постройки здания набережной ещё не существовало. Между колоннами и на спусках лестницы находилась сделанная из дерева по рисунку Кваренги балюстрада, замененная в 1881 году на металлическую решётку. В центре под портиком был вход, замурованный в 1870 году; с другой стороны здания, во дворе, сохранился аналогичный. Оконные проёмы сгруппированы в соответствии со внутренней структурой здания (семь в центральной части, по три на западающих частях, на ризалитах и торцовых стенах по пять).
Зимой 1783—1784 годов шла забивка свай, до 70 в неделю, 400 свай было забито к лету 1784 года и ещё 775 к маю 1785 года «под колонны и вдобавок в простенки». Цоколь должен был быть сделан из «самого крепкого дикого морского одноцветного камня»; обтёсанного «киюрною работою, всего 180 квадратных сажен». Для ступеней выбирался «путиловский камень самый хороший и твердый», колонны, капители, карнизы и модульоны делались из «пудовского самого твердого камня, самою чистою и прочною архитектурною работою». Столярные работы велись «самою чистою работой из самого здорового и сухого соснового дерева, исключая синин и сучьев, засколов и прочей худобы», также использовались кирпичи «железный, красный, алый и белый» с установленными образцами «добротой и мерой». Остекление началось в сентябре 1787 года, «в средний и верхний этажи <…> самые чистые белые бемские, большие и малые стекла», с мая 1788 года велись кровельные работы — «на академическом новом строении <…> кровлю исправить самою прочною работою». Были установлены голландские изразцовые и русские печи, камины, произведена внутренняя отделка.
В 1803—1805 годах А. Д. Захаров составил план по объединению дворца Прасковьи Федоровны, Кунсткамеры и Главного здания Академии наук переходами и колоннадами с повышением количества их флигелей и этажности; так как стиль оформления у зданий был крайне разным, предполагалось изменение оформления фасадов дворца Прасковьи Федоровны и Кунсткамеры. Проект утвердили, но не реализовали.
Рядом со зданием поставлен памятник М. В. Ломоносову, первому российскому академику (1983—1986 годы, скульпторы В. Д. Свешников, Б. А. Петров, архитекторы И. А. Шахов, Э. А. Тяхт).

## Интерьеры

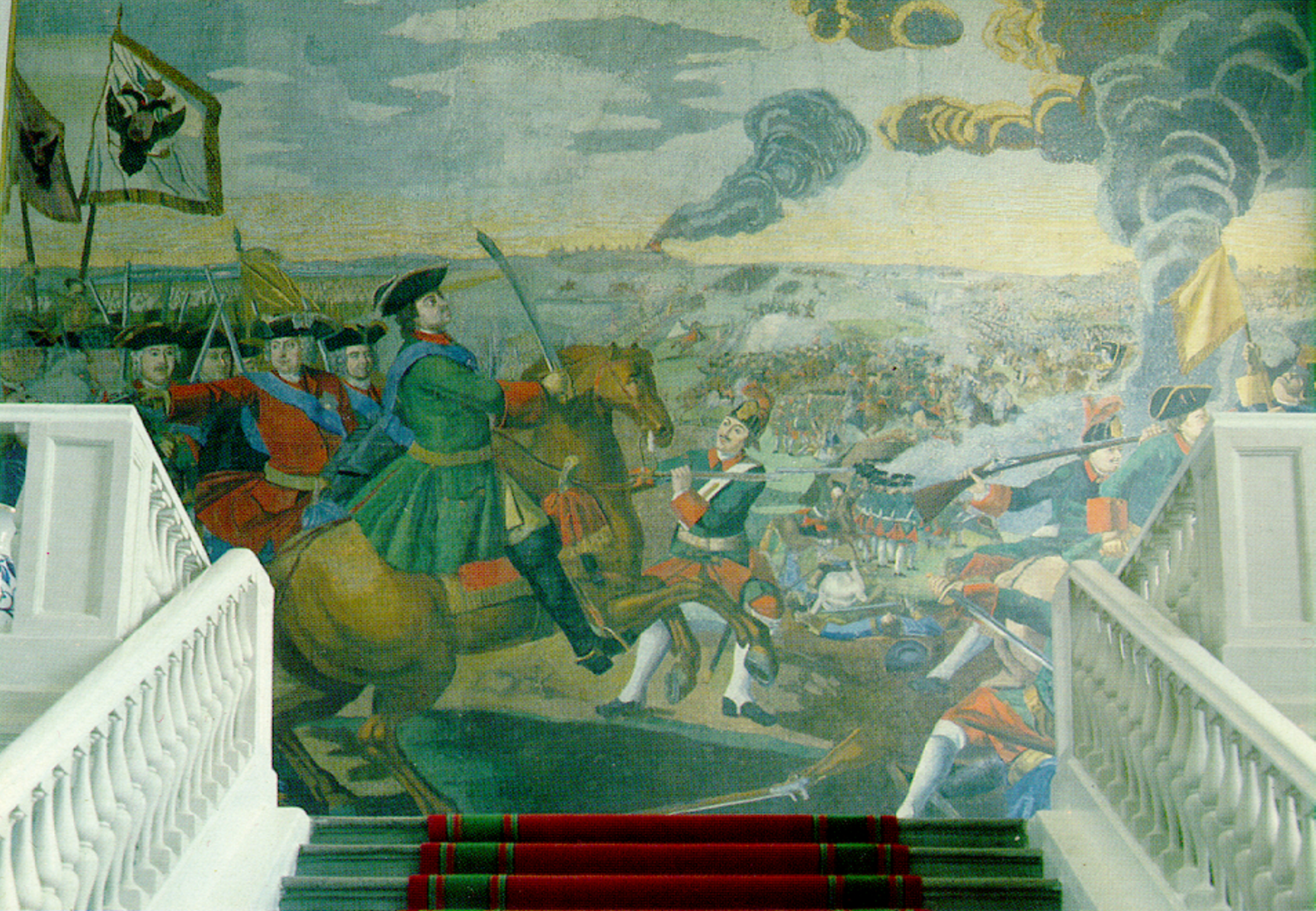
«Полтавская баталия». Мозаика М. В. Ломоносова в здании Академии Наук. Санкт-Петербург. 1762—1764

На парадной лестнице здания находится мозаичное панно «Полтавская баталия», выполненное М. В. Ломоносовым и перенесённое сюда в 1925 году. В конференц-зале сохранилась отделка конца XVIII-начала XIX века, его западная стена украшена колоннами коринфского ордера из искусственного мрамора, в ней находится полукруглая ниша-экседра. По стенам идёт широкий скульптурный фриз, созданный К. Гоффертом (события царствования Екатерины II), роспись падуг исполнил Ф. Рихтер.
Во время Великой Отечественной войны мозаику ограждали защитной кирпичной стеной.
В проекте Кваренги парадной лестницы со второго на третий этаж не было, он предполагал создать конференц-зал на втором этаже со входом из вестибюля, а двухмаршевые лестницы на все три этажа расположить ближе к угловым ризалитам. Для создания зала на третьем этаже потребовалось дополнительно укреплять перекрытия с тем, чтобы они выдерживали нагрузку от нахождения большого количества людей.
В бывшем кабинете Е. Р. Дашковой (Менделеевской гостиной) по требованию Дашковой как президента Академии наук были установлены венецианские окна.